# Иртыш (ракета-носитель)
«Иртыш» («Союз-5», «Сункар») — перспективная российская двухступенчатая ракета-носитель (РН) среднего (полутяжёлого) класса, которая будет способна вывести на низкую околоземную орбиту 17 тонн полезного груза.
«Союз-5» планируется использовать для запусков как с космодрома Байконур, Восточный, так и с плавучего космодрома «Морской старт». 
Разрабатывается ракетно-космической корпорацией «Энергия».
Разработка ракеты-носителя предусмотрена действующей Федеральной космической программой в рамках опытно-конструкторской работы «Феникс».
Стоимость одного запуска оценивается в 55—56 млн долларов.
Начало лётных испытаний запланировано на 2024 год, а переход в стадию коммерческой эксплуатации, которой займётся российская компания International Launch Services, зарегистрированная в США, заложен на 2025 год.
Стартовый комплекс ракеты планируется создавать на базе российского ракетно-космического комплекса «Байтерек» для РН «Зенит».

## Наименование
Наименование новой российской ракеты-носителя среднего класса, фигурирующее в СМИ, неоднократно менялось.
В феврале 2015 года стало известно, что РКЦ «Прогресс» предложит включить в федеральную космическую программу на период 2016—2025 годов проект по созданию новой ракеты-носителя «Союз-5», эскизный проект которой разрабатывает в инициативном порядке.
С апреля 2015 года проект ракеты именовали «Феникс», как и опытно-конструкторскую работу по созданию отечественной замены собираемой на Украине ракете «Зенит», включённую в проект Федеральной космической программой на 2016—2025 годы.
В 2016 году стало известно, что вариант ракеты для пусков с российско-казахского космического ракетного комплекса «Байтерек» получил казахское имя «Сункар» («Сокол» по-казахски).
В ноябре 2018 года ракета получила новое название «Иртыш».

## Разработка
Предприятия Роскосмоса, участвующие в разработке:
- РКК «Энергия» имени С. П. Королёва — головной разработчик ракеты-носителя «Союз-5».
- РКЦ «Прогресс» — соисполнитель работ по созданию «Союз-5».
- КБХА - разработка и производство двигательной системы.
- НПО автоматики имени академика Н. А. Семихатова — создание системы управления[14].

## История разработки
| Вид работ                                   | Сроки          |
| ------------------------------------------- | -------------- |
| Разработка космического ракетного комплекса | 2016—2021 год  |
| Доработка наземного комплекса               | 2020—2021 год  |
| Лётно-конструкторские испытания             | конец 2025 год |
| Коммерческая эксплуатация                   |                |

Главный конструктор ракеты-носителя «Союз-5» — Александр Черевань.
- 18 августа 2015 года генеральный директор самарского Ракетно-космического центра «Прогресс» Александр Кириллин сообщил, что разработка проекта «Русь-М» закрыта, однако начата работа над созданием «Союза-5»[17].
- В 2016 году работы по РН по программе «Феникс» перешли в активную стадию[9].
- апрель 2017 года — в воронежском Конструкторском бюро Химавтоматики (КБХА), входящем в НПО «Энергомаш» имени академика В. П. Глушко, на основе двигателя 14Д23 начались работы по созданию нового двигателя для второй ступени новой ракеты-носителя[18]. Концепция нового двигателя была озвучена главным конструктором КБХА В. Д. Гороховым[19].

В 2017 году «Роскосмос» принял решение отказаться от испытаний корабля «Федерация» на ракете-носителе «Ангара-А5П» в пользу перспективного носителя.
- Конец мая 2017 года — на совещании по развитию ракетно-космической отрасли было решено назвать новую ракету-носитель, разрабатываемую по программе «Феникс», «Союз-5»[20].
- 20 июня 2017 года генеральный директор РКК «Энергия» Владимир Солнцев заявил, что лётные испытания новой ракеты могут начаться раньше 2022 года вместо первоначально запланированных в период 2023—2035 годы[21].
- 11 августа 2017 года, распоряжением Правительства РФ, РКК «Энергия» назначена головным разработчиком проекта «Феникс». В составе соисполнителей работ — РКЦ «Прогресс» и ЦЭНКИ. Помимо самого носителя, будет разработан разгонный блок типа ДМ, а также будет модернизирована наземная инфраструктура[22].

### Этап эскизного проектирования (2017—2020)
16 августа 2017 года был опубликован госконтракт на составную часть опытно-конструкторской работы (СЧ ОКР) на тему «Разработка эскизного проекта на комплекс ракеты-носителя среднего класса для летно-конструкторской отработки ключевых элементов космического ракетного комплекса сверхтяжелого класса», в котором было указано, что техзадание должно быть проведено в период с 1 июня 2017 года по 31 марта 2018 года. В рамках эскизного проектирования РКК «Энергия» должна провести обоснование основных характеристик, технических и технологических решений по ракете-носителю среднего класса с учетом использования наземной космической инфраструктуры, оставшейся от ракеты «Зенит-М» на космодроме «Байконур». Также в эскизном проекте на новую ракету должна быть дана оценка возможности использования в ее составе существующих и перспективных головных обтекателей, в том числе головного обтекателя 14С735 от ракеты-носителя «Ангара-А5» или зарубежного аналога; требование к применению зарубежного обтекателя может быть связано с перспективами применения ракеты «Союз-5» по программе «Морской старт». Головные обтекатели для ракет «Зенит» в рамках этого проекта производит американская компания «Боинг». Использование импортных комплектующих изделий (включая материалы стран СНГ) при изготовлении частей ракеты возможно при согласовании с заказчиком («Роскосмос»). При этом имеется требование о максимальном использовании продукции российского производства в конструкции составных частей ракеты-носителя.
- 16 августа 2017 — публикация техзадания на разработку эскизного проекта, в котором было указано, что для новой ракеты должен быть проработан вариант компоновки с одним двигателем РД-171М в составе блока первой ступени диаметром 4,1 м с рабочим запасом топлива 398 тонн и двух доработанных РД-0124 от третьей ступени носителя «Ангара-А5» в качестве второй ступени[23].
- 17 августа 2017 генеральный директор РКК «Энергия» Владимир Солнцев сообщил СМИ, что эскизный проект будет завершен к ноябрю 2017 года[24].
- 13 ноября 2017 года стало известно, что в рамках проведения ОКР по модернизации РД-171М, новый двигатель получит название РД-171МВ; в 2019 году будут проведены первые испытания агрегатов двигателя[25].
- 21 ноября 2017 специалисты РКЦ «Прогресс» на заседании научно-технического совета о результатах работ по разработке эскизного проекта определили его технический облик[26].
- 12 декабря 2017 научно-технический совет РКК «Энергия» одобрил эскизный проект новой ракеты-носителя[27].

- 17 апреля 2018 года по итогам посещения производственной площадки воронежского КБХА Дмитрий Рогозин сообщил СМИ, что правительство рассмотрит вариант создания перспективной ракеты не на кислород-керосиновом, а на принципиально новом метановом двигателе (РД-0162), предложенном в феврале 2018 года главным конструктором КБХА В. Д. Гороховым[28].

Слова Д. Рогозина о возможности разработки нового двигателя для «Союз-5»:

Сейчас Роскосмос одобрил эскиз, подготовленный РКК «Энергия» по ракете «Союз-5». Я и мои коллеги считаем, что речь должна идти не о создании новой средней ракеты, а о новом поколении ракет, которое заменит в будущем «Ангару», это должен быть еще шаг вперед. Решение еще до конца не принято. Эскиз по «Союзу-5» Роскосмос уже в принципе одобрил, но я сейчас поручил подготовить, и через три месяца это будет представлено в правительство, мы посмотрим и на альтернативный вариант, который уже будет не на кислород-керосиновом двигателе, а на метановом новом двигателе, в том числе, возможно, разработки КБХА.
Он так же добавил, что использование кислородно-водородных или кислородно-метановых двигателей является более простым, а значит, более надежным и дешевым решением, что положительно скажется на цене пусков новой ракеты. 21 июля 2018 глава «Росмосмоса» Д. О. Рогозин написал в своём Твиттере, что работы по ракете «Союз-5» начались:

РКК «Энергия», РКЦ «Прогресс» и НПО «Энергомаш» приступили к работе над созданием «Союз-5».
В ноябре 2018 года ракета получила новое название «Иртыш».
- 2 ноября 2018 глава Роскосмоса Дмитрий Рогозин сообщил, что «Иртыш» будет разработан в двух вариантах — пилотируемом (для нужд «Роскосмоса»), а также упрощенном и удешевленном варианте для запусков коммерческой нагрузки (для нужд S7 Space)[30].
- 21 декабря 2018 источник в ракетно-космической отрасли сообщил СМИ, что систему управления ракетой «Иртыш» будет разрабатывать екатеринбургское НПО автоматики имени академика Н. А. Семихатова. По его словам, в первую очередь такой выбор был связан с тем, что 63 процентами акций НПО автоматики владеет самарский РКЦ «Прогресс», который будет изготавливать «Иртыш»[31].
- 29 декабря 2018 Роскосмос сообщил, что разработка эскизного проекта завершена; заключен государственный контракт с РКК «Энергия» на создание космического ракетного комплекса (КРК) среднего класса с ракетой-носителем «Иртыш» для запуска нового пилотируемого корабля «Федерация» с космодрома «Байконур». Запуск запланирован на 2022 год[32].
- В феврале 2019 начались расчёты динамики полета ракеты в атмосфере; предполагается большой цикл экспериментальных исследований аэродинамических характеристик, распределения давления и пульсаций давления на крупномасштабных моделях[33].
- 21 апреля 2019 пресс-служба Роскосмоса сообщила СМИ, что первый запуск «Иртыша» состоится во второй половине 2022 года. Источник в ракетно-космической отрасли сообщил СМИ, что старт состоится в ноябре 2022 года[34].
- 31 мая 2019 началось строительство первой ракеты «Иртыш»[35].
- 23 августа 2019 генеральный директор НПО автоматики Андрей Мисюра на пресс-конференции в Уральском региональном информационном центре ТАСС сообщил, что предприятие планирует начать испытания системы управления для ракеты-носителя «Иртыш» в середине 2020 года. Сейчас разрабатывается конструкторская документация[36].
- 27 августа 2019 генеральный директор РКЦ «Прогресс» Дмитрий Баранов сообщил СМИ, что предприятие начало изготовление отдельных элементов баков будущей ракеты-носителя. В настоящее время ведется поэтапная разработка конструкторской документации[37]. 6 сентября пресс-служба РКЦ «Прогресс» уточнила СМИ, что помимо поэтапной разработки конструкторской документации на предприятии ведется разработка систем и двигателей второй ступени. Кроме того, закуплен металл для испытания станков, на которых будут производиться детали ракеты. Конструкторская документация уже частично передается в цеха, ведется формирование секторов для испытаний и производства[38].
- 6 сентября 2019 глава Роскосмоса Дмитрий Рогозин сообщил СМИ, что версия «Союза-5» с кислородно-водородной второй ступенью на базе двигателя РД-0146 или РД-0150 будет называться «Союз-6»[39].
- 7 ноября 2019 Роскосмос отложил сдачу эскизного проекта «Иртыш» на год — на 30 октября 2020 года. Первый пуск с Байконура по-прежнему запланирован на 2023 год[40].
- 21 ноября 2019 источник в ракетно-космической отрасли сообщил СМИ, что РКЦ «Прогресс» изготовил и начал испытывать баки первой ступени; срок окончания этих работ источник не сообщил[41].
- 18 февраля 2020 года источник в ракетно-космической отрасли сообщил СМИ, что «Союз-5» получит тот же разгонный блок 14С48, что и тяжелая «Ангара»[1].
- 24 апреля 2020 года генеральный директор НПО им. Лавочкина Владимир Колмыков сообщил СМИ, что предприятие приступило к созданию нового разгонного блока «Фрегат-СБУ» для «Иртыша», он появится в течение трех лет и потребует минимального финансирования. От «Фрегата-СБ», который четырежды использовался при запусках ракет «Зенит», он отличается только размерами сбрасываемого блока баков[42].
- 6 сентября 2020 года генеральный директор РКЦ «Прогресс» Дмитрий Баранов сообщил СМИ, что в настоящее время на предприятии идет изготовление отработочных образцов. В начале 2021 года должен быть получен новый алюминиевый сплав 1580[43], из которого будет изготовлено небольшое количество испытательных образцов. К середине 2021 года может начаться изготовление некоторых конструкций для первого летного образца «Союза-5»[44].
- 15 октября 2020 года в РКЦ «Прогресс» прибыли первые автомашины с оборудованием для комплекса оборудования сварки трением с перемешиванием из ЗАО «Чебоксарское предприятие „Сеспель“». Новая технология будет использоваться при производстве баковых конструкций перспективной ракеты-носителя «Союз-5»[45].

### Этап стендовых испытаний
- В феврале 2021 года в цехах Ракетно-космического центра «Прогресс» завершили сварку сборки полубака окислителя первой ступени для экспериментальной установки РН и приступили к подготовке его к испытаниям[46].
- 9 апреля 2021 года генеральный директор НПО автоматики Андрей Мисюра сообщил СМИ, что предприятие завершает опытно-конструкторские работы по созданию систем управления для «Союза-5», начато производство опытных образцов, в этом году начнется их отработка[47].
- 14 мая 2021 года пресс-служба РКЦ «Прогресс» сообщила, что на предприятии завершили сварку бака окислителя (бак «О») первой ступени для «Союза-5». Проведенный рентген-контроль подтвердил отсутствие дефектов при выполнении сварных швов. После монтажа внутрибакового оборудования бак «О» будет направлен в ЦНИИМАШ для проведения динамических испытаний[48].
- 21 сентября 2021 года в РКЦ «Прогресс» успешно проведены статические испытания опытного образца бака окислителя первой ступени стендового блока ракеты-носителя «Союз-5» до разрушения[49].
- 25 октября 2021 года РКЦ «Прогресс» завершил ряд статических испытаний топливных баков первой ступени перспективной ракеты-носителя «Союз-5». В ходе испытаний опытных образцов бака окислителя была подтверждена заявленная прочность и жесткость элементов конструкции. Следующим этапом работ станут динамические вибропрочностные испытания, которые пройдут в ЦНИИмаш[50].
- 22 января 2022 года генеральный директор РКЦ «Прогресс» Дмитрий Баранов подвел итоги работы предприятия в 2021 году по РН «Союз-5» и сообщил о текущем ходе работ[51][52].
- 18 февраля 2022 года из РКЦ «Прогресс» в ЦНИИМаш для проведения статических испытаний был отправлен бак горючего (бак «Г») стендового блока первой ступени «Союза-5»[53].
- В июне 2022 года проведены статические испытания опытных образцов бака горючего первой ступени[54].
- 25 июля 2022 года в воронежском Конструкторском бюро химавтоматики (КБХА) успешно провели наземное огневое испытание кислородно-керосинового ракетного двигателя РД-0124МС. Его будут использовать в составе второй ступени космической ракеты-носителя «Союз-5» («Иртыш») разработки самарского РКЦ «Прогресс». Двигатель впервые испытывали в комплектации с четырьмя камерами сгорания. Он отработал на заданном режиме заложенное программой время.

### Ожидаемые события
- До конца 2020 года РКЦ «Прогресс» должен обеспечить разработку конструкторской документации и изготовить опытные образцы блоков «Союза-5» для проведения стендовых испытаний[38].
- 2020—2021 гг. — завершение Казахстаном модернизации инфраструктуры космодрома «Байконур» под «Иртыш», в рамках проекта «Байтерек»[55].
- 2021 год — огневые стендовые испытания двигателя РД-0124МС в составе блока второй ступени «Союза-5»[56].
- середина 2021 года — начало изготовления первой ракеты «Союз-5»[44].
- конец 2022 — начало 2023 года — изготовление первого летного образца «Союз-5»[57].
- 2022 год — 4 пуска РН «Иртыш» по программе летных испытаний с космодрома «Байконур», в рамках проекта «Байтерек»[58].
- 2025—2026 год — создание стартового стола для «Союза-5» и «Союза-6» на космодроме Восточный[59][60].
- после 2025 года — запуск РН «Иртыш» и сверхтяжелой ракеты с единого стола-стенда с космодрома «Восточный».

## Оценка стоимости создания и финансирование разработки

### Оценка стоимости создания
Ориентировочная оценка стоимости создания носителя, данная в 2016 году, составляет порядка $500 млн, на модернизацию наземной инфраструктуры на «Байконуре» требуется порядка $245 млн. В связи с переориентацией в середине 2017 года перспективных пилотируемых пусков (корабль «Федерация») РН с «Ангары-А5П» на «Иртыш» и, соответственно, с повышением требований к обеспечению безопасности, конечная стоимость может вырасти.
- 8 августа 2017 стало известно, со слов гендиректора НПО «Энергомаш» И. Арбузова, что предприятие вложит почти 7 млрд рублей до конца 2019 года в подготовку производства двигателей РД-171МВ. Реконструкция предприятия и подготовка к началу серийного производства новых двигателей начнется в 2017 году[62].
- 18 декабря 2019 года министр цифрового развития, инноваций и аэрокосмической промышленности Казахстана Аскар Жумагалиев сообщил СМИ, что модернизация наземной инфраструктуры комплекса «Зенит-М» на Байконуре обойдется в 233 млн долларов (осуществляет и финансирует Казахстан). Разработка «Союза-5» оценивается в 916 млн долларов (осуществляет и финансирует Россия)[63].

### Финансирование разработки
Бюджет разработки в Федеральной космической программе 2016—2025 годов в рамках опытно-конструкторской работы «Феникс» (в миллиардах рублей):
| 2018  | 2019 | 2020 | Последующие | Итого: |
| ----- | ---- | ---- | ----------- | ------ |
| 2,193 | 4,01 | 7,58 | 47,4        | 61,198 |

- 16 августа 2017 года был опубликовано техническое задание на разработку эскизного проекта на сумму 343 173 000 рублей, из которого следует, что в 2017 году на него потратят 181 800 000 рублей, а в 2018 году — 16 137 300 рублей.
- В конце февраля 2018 года на сайте госзакупок были опубликованы документы, из которых следует, что на создание новой ракеты-носителя «Роскосмос» потратит не 30, а 52,698 млрд рублей[64].
- 31 мая 2018 года Роскосмос на сайте госзакупок разметил контракт, согласно которому создание «Союза-5» обойдется в 61 млрд 198 млн 300 тысяч рублей. За эти деньги Роскосмос хочет получить непосредственно ракету, разгонный блок и техническую инфраструктуру на космодроме Байконур[65].
- В 2019 году Фонд развития промышленности (Группа ВЭБ.РФ) предоставил РКЦ «Прогресс» льготный заем по специальной программе «Конверсия» на сумму 750 млн рублей на создание производства ракет-носителей «Союз-5»[66][67].

### Госконтракты
1. Закупка № 0995000000218000050. «Создание космического ракетного комплекса среднего класса нового поколения (Шифр ОКР: „Феникс“)».

## Конструкция
Ракета-носитель «Союз-5», создаваемая как российская замена собиравшейся на Украине ракете «Зенит» (в России производится, по разным источникам, от 70 до 85 % комплектующих этой РКН), имеет тандемную компоновку, будет двухступенчатой и сможет выводить различные полезные нагрузки на низкие околоземные орбиты, а с применением разгонного блока — на геопереходную и геостационарную орбиты, на отлётные траектории.
Для изготовления баков впервые будет применяться алюминиевый сплав 1580, имеющий повышенные механические характеристики в сочетании с достаточно приемлемой стоимостью.
В производстве будет использована автоматическая сварка трением с перемешиванием, оборудование для выполнения технологического процесса которой производит российская компания «Чебоксарское предприятие „Сеспель“».

### Состав комплекса ракеты-носителя «Иртыш»
- Ракета-носитель среднего класса «Иртыш».
- Технический комплекс на базе ТК КРК «Зенит-М».
- Стартовый комплекс на базе СК КРК «Зенит-М».
- Комплекс автоматизированных систем управления подготовкой и пуском РКН.
- Комплекс средств измерений, сбора и обработки информации (КСИСО).
- Комплект транспортного оборудования РКН без РБ.
- Учебно-тренировочные средства.

### Первая ступень
Первая ступень ступенчатая — ее диаметр постепенно возрастает с 3,68 м до 3,9 м, а затем до 4,1 м. Это позволит обеспечить сопряжение ракеты с имеющейся инфраструктурой как на Байконуре, так и на пусковой платформе «Морского старта». К разъемам «Союза-5» можно будет подключать оставшиеся от «Зенита» механические узлы, системы электропитания, заправки и телеметрии. Минимальные изменения нужны транспортно-установочному агрегату, который используется для сборки, доставки ракеты на стартовую площадку и обеспечивает проведение предстартовых операций.
В качестве маршевого двигателя первой ступени применён РД-171МВ разработки НПО «Энергомаш» имени академика В. П. Глушко. В отличие от нового двигателя РД-171МВ, оставшиеся в запасе двигатели РД-171М для ракеты «Зенит» невозможно модернизировать для использования в «Союзе-5».

### Вторая ступень
Впервые в практике РКЦ «Прогресс» на второй ступени применяется объединённое днище баков окислителя и горючего, что позволяет снизить массу конструкции, а также позволяет уменьшить габариты блока.
На второй ступени будет использован двигатель РД-0124МС разработки воронежского Конструкторского бюро химавтоматики.

### Система управления
Будут применены система управления и другие бортовые электрические системы, создаваемые на отечественной элементной базе. Впервые будет использоваться бесплатформенный инерциальный блок с чувствительными элементами на малогабаритных и лёгких волоконно-оптических гироскопах. Система управления с быстродействующей бортовой вычислительной машиной позволит минимизировать связи между ракетой и оборудованием технического и стартового комплексов, что упростит процесс подготовки изделия, упростит и удешевит наземное оборудование. Возможности бортовой вычислительной машины обеспечат развёртывание всех режимов испытаний непосредственно на борту, а не на наземном оборудовании.
Применена система аварийной защиты двигателей, позволяющая циклично с длительностью в несколько миллисекунд оценивать состояние двигателя по параметрам его работы. Эта система способна выявить аварийную ситуацию, предотвратить её развитие и своевременно выключить двигатель. Система аварийной защиты устанавливается и на первой, и на второй ступенях. В случае возникновения аварийной ситуации на двигателе первой ступени она позволит сохранить ракету и стартовый комплекс, а на участке полёта второй ступени, если будет возможность продолжать полёт на одном из блоков двигателя, отключит две камеры аварийного блока, а две камеры второго блока будут работать.

## Стартовые площадки
Запуск будет возможен с «Морского старта» и «Байконура» (на базе стартового стола для РН «Зенит»).

### Комплекс «Байтерек» на «Байконуре»
В 2004 году Россия и Казахстан заключили соглашение о создании ракетно-космического комплекса «Байтерек». Изначально предполагалось, что с комплекса будут проводиться пуски ракет-носителей «Ангара». В 2013 году было принято решение о создании комплекса на базе ракеты «Зенит» и имеющейся для нее инфраструктуры. Однако события 2014 года на Украине (сборка ракет «Зенит» проводилась на заводе «Южмаш» в Днепропетровске) заставили приостановить развитие проекта. После включения в 2015 году в Федеральную космическую программу РФ до 2025 года проекта по созданию новой ракеты-носителя среднего класса Россия предложила Казахстану реализовать проект «Байтерек» с использованием этой ракеты.
Комплекс «Байтерек» планируется создать на базе площадки космодрома № 45, предназначенной для запуска ракет «Зенит». С января 2018 года инфраструктура для ракет «Зенит» начнет передаваться в собственность Казахстану. Площадка включает две пусковые установки: используемую в рамках международного проекта «Наземный старт» и разрушенную аварией 1990 года.
Предполагается, что при запуске с космодрома «Байконур» российские носители будут сбрасывать створки головного обтекателя над Китайским Синьцзян-Уйгурским автономным районом, поэтому для обеспечения полной безопасности «Роскосмос» планирует взять в Китае в аренду участок площадью около 10 тыс. км², на котором будет запрещено строить города и промышленные объекты.
2 июня 2017 года глава Роскосмоса Игорь Комаров сообщил СМИ, что госкорпорация намерена ускорить создание комплекса «Байтерек» путем модернизации стартового стола для ракеты-носителя «Зенит-М» на космодроме «Байконур» для проведения пилотируемого старта в 2022 году. Эти же сроки были подтверждены и 5 апреля 2019 года, в ходе рабочего визита делегации Госкорпорации «Роскосмос» в Казахстан.
8 декабря 2019 года министр цифрового развития, инноваций и аэрокосмической промышленности Казахстана Аскар Жумагалиев сообщил СМИ, что модернизация наземной инфраструктуры комплекса «Зенит-М» на Байконуре обойдется в 233 млн долларов (осуществляет и финансирует Казахстан).

### «Восточный»
- 25 февраля 2020 года гендиректор ЦЭНКИ Андрей Охлопков сообщил СМИ, что для «Союза-5» и «Союза-6» будет построен отдельный стартовый стол для пусков, поскольку запуски этих носителей со стола для сверхтяжелой ракеты были бы очень рискованными и намного дешевле и безопаснее создать рядом отдельную стартовую площадку[74].
- В январе 2021 года глава Роскосмоса Дмитрий Рогозин, после рекомендации РАН приостановить создание сверхтяжелого носителя, сообщил в социальной сети, что элементом третьей очереди строительства космодрома Восточный станет возведение стартового стола для «Амура-СПГ»[75]. В сентябре того же года Рогозин уточнил, что третья очередь Восточного предназначена исключительно под «Амур-СПГ» и начнет возводиться сразу после завершения второй очереди[76].

### «Морской старт»
В сентябре 2016 года президент РКК «Энергия» Владимир Солнцев сообщил, что график работ может быть сокращён до 5 лет, если проект получит дополнительную финансовую поддержку от российской компании «S7 Group». Для этого рассматривается возможность разработки ракеты «Сункар» в версии для использования её на плавучем космодроме «Морской старт» вместо украинской ракеты «Зенит», под которую приспособлен этот плавучий космодром. В сентябре 2016 года был подписан контракт и началась 6-месячная процедура приобретения «Морского старта» компанией «S7 Space». Также в тот же день был подписан и контракт о сотрудничестве между «S7 Group» и РКК «Энергия». Предполагается, что коммерческую версию ракеты удастся сделать более дешевой.
Глава «Роскосмоса» сообщил, что начат эскизный проект версии ракеты-носителя для плавучего космодрома, получившей условное называние «Союз-7». Ожидается, что стартовая масса будет меньше из-за меньшего количества заправляемого топлива, а выводимая на низкую околоземную орбиту полезная нагрузка примерно 18 тонн.
В июле 2018 года «Роскосмос» заключил государственный контракт с РКК «Энергия» на сумму 61,2 млрд рублей на создание и испытание ракеты «Союз-5». В рамках лётных испытаний в 2024—2025 годах предполагается выполнить четыре пуска «Союза-5».
| №                    | Дата, время          | Разгонный блок       | Полезная нагрузка    | Пусковая установка   | Статус, описание, примечания | Видео                |
| Состоявшиеся запуски | Состоявшиеся запуски | Состоявшиеся запуски | Состоявшиеся запуски | Состоявшиеся запуски | Состоявшиеся запуски         | Состоявшиеся запуски |
| -------------------- | -------------------- | -------------------- | -------------------- | -------------------- | ---------------------------- | -------------------- |
|                      |                      |                      |                      |                      |                              |                      |
| Планируемые запуски  |                      |                      |                      |                      |                              |                      |
| 1                    | 2024 год             | Фрегат               | «Аист»               | Байконур             |                              |                      |
| 2                    | 2024                 | Фрегат               |                      | Байконур             |                              |                      |
| 3                    | 2025                 | Фрегат-СБУ           |                      | Байконур             |                              |                      |

## Применение
Предполагается, что носитель сможет заменить все существующие РН среднего и тяжелого классов — от «Союз-2» и «Зенит» до «Протон-М».
28 марта 2020 года СМИ со ссылкой на РКЦ «Прогресс» сообщили, что после завершения летно-конструкторских испытаний (4 пуска) предприятие собирается изготавливать не более одного «Союза-5» в год.
28 декабря 2020 года СМИ сообщили, что после окончания летных испытаний в 2025 году до 2036 года планируется осуществлять не менее двух пусков «Союза-5» в год.

### Гражданские пуски «Роскосмоса»
Данный носитель сам по себе не подходит для лунной программы ввиду недостаточной грузоподъемности, однако его первая ступень станет блоком первой ступени будущей сверхтяжелой ракеты. В конце июля 2017 года РКК «Энергия» разработала схему осуществления пилотируемой экспедиции на Луну, которая требует двух пусков сверхтяжёлой ракеты и одного пуска ракеты «Иртыш».

### Коммерческие пуски
22 августа 2017 года глава «Роскосмоса» Игорь Комаров заявил СМИ, что многие страны, космические агентства и коммерческие заказчики проявляют интерес к пускам на «Союзе-5».

## Ракеты-носители аналогичного класса
Генеральный директор компании «С7 космические транспортные системы» Сергей Сопов считает, что «Союз-5» это, по сути, подросшая и потолстевшая ракета «Зенит». «Зенит» — это замечательный носитель с прекрасными техническими характеристиками, но повторять его на новом техническом уровне, к тому же к 2022 году, когда наши конкуренты уйдут еще дальше, выглядит не самым оптимальным решением.

## Оценка стоимости запуска
11 апреля 2018 года глава Роскосмоса Игорь Комаров сообщил СМИ, что цена «Союза-5» не должна превышать 30—35 млн долларов.
В ноябре 2018 года глава Роскосмоса Дмитрий Рогозин сообщил в соцсети, что стоимость пуска «Союза-5» составит 60 млн долларов.
12 февраля 2021 года директор по сотрудничеству с Казахстаном в ЦЭНКИ Алексей Останин через газету «Космодромы России» сообщил, что стоимость пуска «Союза-5» составит 50—55 млн долларов.
В целом эти оценки не противоречат друг другу, поскольку в стоимость пуска, кроме самой ракеты, входят так же стоимость разгонного блока, транспортные расходы (из центральной части России до Дальнего Востока), а так же пусковые услуги ЦЭНКИ. Если сравнивать с пуском ракеты-носителя Союз-2, то вышеперечисленные расходы практически равны стоимости самой ракеты.